# 予備予選 (F1)
予備予選（よびよせん、Pre-Qualify）とは、F1において、主に1988年から1992年までと2004年シーズンに行われた予選形式のこと。
なお1987年以前も、1981年・1982年のモナコグランプリ、1982年のベルギーグランプリなど一部のグランプリでは予備予選が実施されている。モナコグランプリの場合は、コースの狭さやピットの作業スペースなどの関係から1986年以前は決勝出走台数が20台に制限されていたため、通常以上に狭き門となっていた。

## 1988年~1992年
当時のレギュレーションでは予選への出走台数の上限が30台とされ、予備予選はこれを上回る台数のエントリーがあった際に予選への出走台数を制限するために実施された。1988年は初日午前中のフリー走行が予備予選を兼ね、あらかじめ決められた予備予選対象者の中で上位4台が以降の予選に出走した。エントリー数が増加した1989年以降は、フリー走行前のタイムスケジュールに予備予選の時間が1時間確保されるようになった（通常は初日の朝8時から9時に行われた）。この予備予選を通過出来なかった車（ドライバー）は、リザルト上は「Did Not Pre-Qualified」（略称：DNPQ）と表記されていた。

### 方式
直近の成績上位の13チーム26台は予備予選を免除され予選に出走できる。それ以外の成績下位チーム及び新規参戦チームが予備予選の対象とされ、予備予選の上位4台が以降の予選に出走できる。予備予選の対象となるチームを決めるのはシーズン開幕時と後半戦開始時に行われ、開幕時は前年の、後半戦開始時は前年の後半戦とその年の前半戦との合算の、それぞれコンストラクターズ順位により決められる。シーズン前半戦で好成績を残したチームは後半戦の予備予選を免除され、逆に前半戦予備予選を免除されながら振るわなかったチームは、後半戦は予備予選から戦うこととなる。
また、1991年までは1台のみのエントリーも認められていたことから、コンストラクターズ順位によっては、2台エントリーのチームのいずれか一方のみに予備予選出走が義務付けられるケースがあった。1989年前半戦ではリアル、スクーデリア・イタリア、AGSが、1992年前半戦ではフォンドメタルが、前年の成績から予備予選免除となったが、いずれも前年1台のみのエントリーだったため、2台エントリーしたうちの1台しか予備予選免除が認められなかった。いずれのケースも次点以降のチームが繰り上がって26台に満つまで予備予選免除が認められ、1989年前半戦では
コローニ（1台のみ）とリジェ（2台とも）、1992年前半戦ではフットワーク（1台のみ）が予備予選免除となった。
1989年にはイベントにより最大13台のマシンが参加していた予備予選だが、参加台数は徐々に減少していった。1990年終盤にエントリーが30台となったため一度行われなくなったほか、1992年後半に対象チームが相次いで撤退するとエントリーが30台以内に収まり、第11戦ハンガリーグランプリを最後に消滅することとなった。

### 予備予選の壁
1989年にターボエンジンが禁止され、全車自然吸気 (NA) エンジンを搭載するレギュレーションが施行された。自動車メーカーが開発していたターボエンジンに比べると、NAエンジンはフォード・コスワース・DFRやジャッドなどのカスタマーエンジンを入手することが比較的容易であり、また、NA化を機に新規参入するエンジンサプライヤーもあった。F1への参入障壁が低くなったため、国際F3000選手権からステップアップしたり、新チームを立ち上げる動きが活発化した。
これらの新チームにとって、予備予選は「最高峰カテゴリのハードル」となった。フリー走行よりも前に行われたため、特にセッティングのデータがない新規参入チームは厳しい戦いを強いられた。また、パドックも予備予選で使用されるものには非常に粗末なものしか宛がわれないなど、予備予選対象チームにはかなりぞんざいな扱いがなされていた。予備予選で敗退すると、グランプリの賑わいを見ることなくサーキットを去らねばならなかった。
コローニやAGS、ユーロブルンといった弱小チームは資金難と予備予選の壁に苦しみ、成績が低迷したまま撤退することになった。また、ライフにいたっては一度も予備予選を突破できずに撤退した。
反対に、ブラバム、スクーデリア・イタリア、オニクス、ラルース、ジョーダンなどは予備予選を危なげなく通過し、決勝でも予備予選免除チームと互角以上に戦い、たびたび入賞を果たし、時には表彰台に昇ることもあった。
1988年-1992年を通して参戦したチームのうち、常に中~上位にあり予備予選とは無縁だったフェラーリ、マクラーレン、ウィリアムズ、ベネトン、ティレル、予備予選組に回されるのを寸前で回避した経験を持つロータス、マーチ（レイトンハウス）、ミナルディの計8チームは、一度も予備予選を経験していない。
日本関連では、1990年にコローニに搭載されたスバルF12エンジン、1989年にザクスピードに搭載されたヤマハV8エンジンは予備予選落ちを繰り返し、1991年にポルシェV12エンジンが不発に終わったフットワークはポルシェエンジンを諦めDFRに乗せ替えた後半戦は予備予選組に回された。鈴木亜久里はザクスピードに所属した1989年に「シーズン16戦全て予備予選落ち」という不名誉な記録を残している。片山右京もヴェンチュリ時代の1992年モナコグランプリで一度予備予選落ちを経験している。1991年日本グランプリとオーストラリアグランプリではコローニから服部尚貴がエントリーしたが、2戦とも予備予選落ちを喫した。

### 出走チーム
- ☆は1カーエントリーチーム、★はチーム2台中1台が予備予選より出走
- △は新規参入、▲は撤退
- 斜体は前半期より予備予選に降格、太字は次半期より本予選に昇格

1988年
第1-8戦（第2-4戦は予備予選なし） - 5台中4台が予選進出
- リアル（アンドレア・デ・チェザリス）☆△
- ユーロブルン（ステファノ・モデナ / オスカー・ララウリ）△
- コローニ（ガブリエル・タルキーニ）☆
- スクーデリア・イタリア（アレックス・カフィ）☆△

第9-16戦 - 5台中4台が予選進出
- オゼッラ（ニコラ・ラリーニ）☆
- ユーロブルン（ステファノ・モデナ / オスカー・ララウリ）
- コローニ（ガブリエル・タルキーニ）☆
- スクーデリア・イタリア（アレックス・カフィ）☆

1989年
第1-8戦 - 13台中4台が予選進出
ブラバムとスクーデリア・イタリアが相対的に速く、モデナは8戦全て、ブランドルとカフィが8戦中6戦で予備予選通過を果たした。
- AGS（ヨアヒム・ヴィンケルホック→ヤニック・ダルマス）★
- ザクスピード（ベルント・シュナイダー / 鈴木亜久里）
- ブラバム（マーティン・ブランドル / ステファノ・モデナ）
- リアル（フォルカー・ヴァイドラー）★
- スクーデリア・イタリア（アレックス・カフィ）★
- オゼッラ（ニコラ・ラリーニ / ピエルカルロ・ギンザーニ）
- ユーロブルン（グレガー・フォイテク）☆
- コローニ（ピエール＝アンリ・ラファネル）★
- オニクス（ステファン・ヨハンソン / ベルトラン・ガショー）△

第9-16戦 - 13中4台が予選進出
ラルースはアリオーが7戦、アルボレートが6戦で予備予選通過を果たし安定した速さを見せたが、次期の予備予選免除を勝ち取ったのはヨハンソンがポルトガルGPで3位表彰台に入ったオニクスだった。
- ラルース（フィリップ・アリオー / ミケーレ・アルボレート）
- AGS（ヤニック・ダルマス / ガブリエル・タルキーニ）
- コローニ（ピエール＝アンリ・ラファネル→エンリコ・ベルタッジア / ロベルト・モレノ）
- オニクス（ステファン・ヨハンソン / ベルトラン・ガショー→J.J.レート）
- ザクスピード（ベルント・シュナイダー / 鈴木亜久里）▲
- オゼッラ（ニコラ・ラリーニ / ピエルカルロ・ギンザーニ）
- ユーロブルン（グレガー・フォイテク→オスカー・ララウリ）☆

1990年
第1-8戦 - 9台中4台が予選進出
ラルースの2台は揃って8戦全て予備予選通過。グルイヤールが7戦、モレノが5戦通過で続いた。
- ユーロブルン（ロベルト・モレノ / クラウディオ・ランジェス）
- ラルース（鈴木亜久里 / エリック・ベルナール）
- AGS（ヤニック・ダルマス / ガブリエル・タルキーニ）
- コローニ（ベルトラン・ガショー）☆
- オゼッラ（オリビエ・グルイヤール）☆
- ライフ（ゲイリー・ブラバム→ブルーノ・ジャコメリ）☆△

第9-16戦（第15・16戦は予備予選なし） - 9台中4台が予選進出、第11戦以降は7台中4台
リジェは第9、10戦の2戦とも1、2位独占で通過。第11戦からは4戦全て通過はダルマス、タルキーニ、グルイヤール、ガショーの4名だった。
- リジェ（フィリップ・アリオー / ニコラ・ラリーニ） - 第11戦より本予選に昇格
- AGS（ヤニック・ダルマス / ガブリエル・タルキーニ）
- ユーロブルン（ロベルト・モレノ / クラウディオ・ランジェス）▲
- コローニ（ベルトラン・ガショー）☆
- オゼッラ（オリビエ・グルイヤール）☆▲
- ライフ（ブルーノ・ジャコメリ）☆▲

1991年
第1-8戦 - 8台中4台が予選進出
ジョーダンとスクーデリア・イタリアが速く、8戦中4戦がこの2チーム4台、残る4戦もこの4台中3台が通過で他チームにはチャンスが少なかった。
- スクーデリア・イタリア（エマヌエル・ピロ / J.J.レート）
- ジョーダン（アンドレア・デ・チェザリス / ベルトラン・ガショー）△
- モデナ（ニコラ・ラリーニ / エリック・ヴァン・デ・ポール）△
- コローニ（ペドロ・チャベス）☆
- フォンドメタル（オリビエ・グルイヤール）☆△

第9-16戦 - 8台中4台が予選進出、第14戦は7台中4台、第15・16戦は6台中4台
ブランドルが8戦全て、アルボレートとブランデルは8戦中7戦で通過し、優位に立っていた。
- ブラバム（マーティン・ブランドル / マーク・ブランデル）
- フットワーク（ミケーレ・アルボレート / アレックス・カフィ）
- AGS（ガブリエル・タルキーニ→オリビエ・グルイヤール / ファブリツィオ・バルバッツァ）▲
- コローニ（ペドロ・チャベス→服部尚貴）☆▲
- フォンドメタル（オリビエ・グルイヤール→ガブリエル・タルキーニ）

1992年
第1-8戦（第1・2・8戦は予備予選なし） - 6台中4台が予選進出
アンドレア・モーダの速さが著しく劣っていて、予備予選は事実上アンドレア・モーダを排除するためのものだった。その中にあって、モナコGPでモレノが予備予選・予選を通過して決勝に進んだことは「奇跡」と言われた（モレノの項参照）。
- ヴェンチュリ（ベルトラン・ガショー / 片山右京）△
- フットワーク（ミケーレ・アルボレート）★
- フォンドメタル（アンドレア・キエーザ）★
- アンドレア・モーダ（ロベルト・モレノ / ペリー・マッカーシー）

第9-11戦 - 6台中4台が予選進出、第11戦は5台中4台
- ヴェンチュリ（ベルトラン・ガショー / 片山右京）- ガショーは第11戦より本予選に昇格
- フォンドメタル（ガブリエル・タルキーニ / アンドレア・キエーザ）
- アンドレア・モーダ（ロベルト・モレノ / ペリー・マッカーシー）

### 記録
| 順位 | ドライバー             | 回数 |
| ---- | ---------------------- | ---- |
| 1    | ガブリエル・タルキーニ | 46   |
| 2    | ベルトラン・ガショー   | 41   |
| 3    | ニコラ・ラリーニ       | 34   |
| 4    | ロベルト・モレノ       | 30   |
| 5    | アレックス・カフィ     | 29   |

| 順位 | ドライバー             | 回数 |
| ---- | ---------------------- | ---- |
| 1    | ガブリエル・タルキーニ | 25   |
| 2    | ロベルト・モレノ       | 22   |
| 3    | ニコラ・ラリーニ       | 17   |
| 4    | 鈴木亜久里             | 16   |
| 4    | ベルトラン・ガショー   | 16   |

- 注：上位5位まで記載。

## 2004年
2004年に行われた予備予選は、土曜日に2回行われていた予選セッションのうち最初のセッションのことを指す。
2004年の予選システムでは、まず予選1回目（通常土曜日の午後1時から実施）で前戦のレース結果が下位のものから順番にタイムアタックを行い、それに引き続き（通常土曜日の午後2時から実施）予選1回目で下位のものから順番に予選2回目のタイムアタックを行って、決勝レースのグリッド順位を決定することとなっていた。これにより予選1回目の順位は予選2回目の出走順位を決めるための予備的な意味合いしか持たなくなったために「予備予選」と呼ばれるようになった。
予備予選と予選2回目（本予選）の間の燃料補給は自由に行うことができたため、一般的には予備予選ではほとんど燃料タンクが空に近い状態での走行でタイムを稼ぎ、本予選での出走順位を後に持っていくことが基本セオリーとされていた。